# Ina Wroldsen
Ina Christina Wroldsen (Sandefjord, 29 mei 1984) is een Noorse muzikante en tekstschrijfster. Ze schreef nummers voor onder meer Calvin Harris, Demi Lovato, One Direction, Britney Spears, Shakira, Melanie C, Pussycat Dolls en Leona Lewis.

## Biografie
Wroldsen speelde tussen 2011 en 2014 in de popband Ask Embla. In 2014 en 2015 bracht ze de solo-singles 'Aliens' en 'Rebels' uit. In 2015 werkte ze samen met Calvin Harris en Disciples voor het nummer 'How Deep Is Your Love'. Hoewel Wroldsen de zang voor haar rekening nam, werd haar naam niet vermeld. Een jaar later verscheen 'Lay It On Me', een samenwerking met Broiler.
In juni 2018 verscheen de extended play Hex. In november datzelfde jaar ontving Wroldsen de P3-prijs en werd ze tijdens Spellemannprisen 2018 uitgeroepen tot songwriter van het jaar. Het nummer 'Strongest', dat afkomstig is van haar eerste ep, is inmiddels 73 miljoen keer op Spotify gestreamd, de remix van Alan Walker ruim 144 miljoen keer (geraadpleegd mei 2024).
Sinds januari 2021 is Wroldsen een van de coaches van de Noorse versie van The Voice. Vier maanden later verscheen haar tweede ep, Matters of the Mind getiteld.

## Privéleven
Wroldsen is getrouwd met haar manager Mark Ellwood.

## Discografie

### Extended plays
- 2018: Hex
- 2021: Matters of the Mind